# Krummlauf

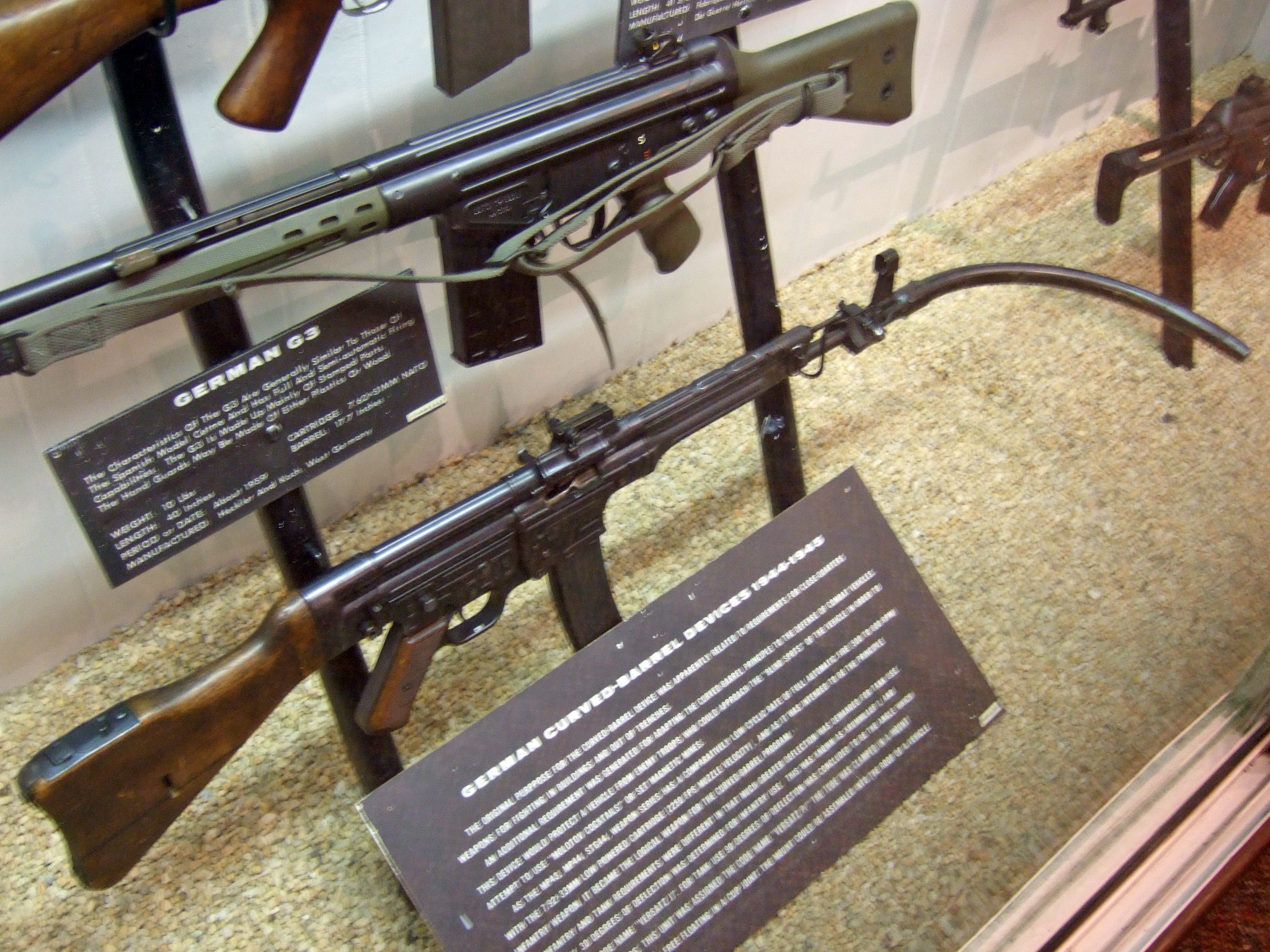
Un Sturmgewehr 44 con el Krummlauf de 90° instalado.

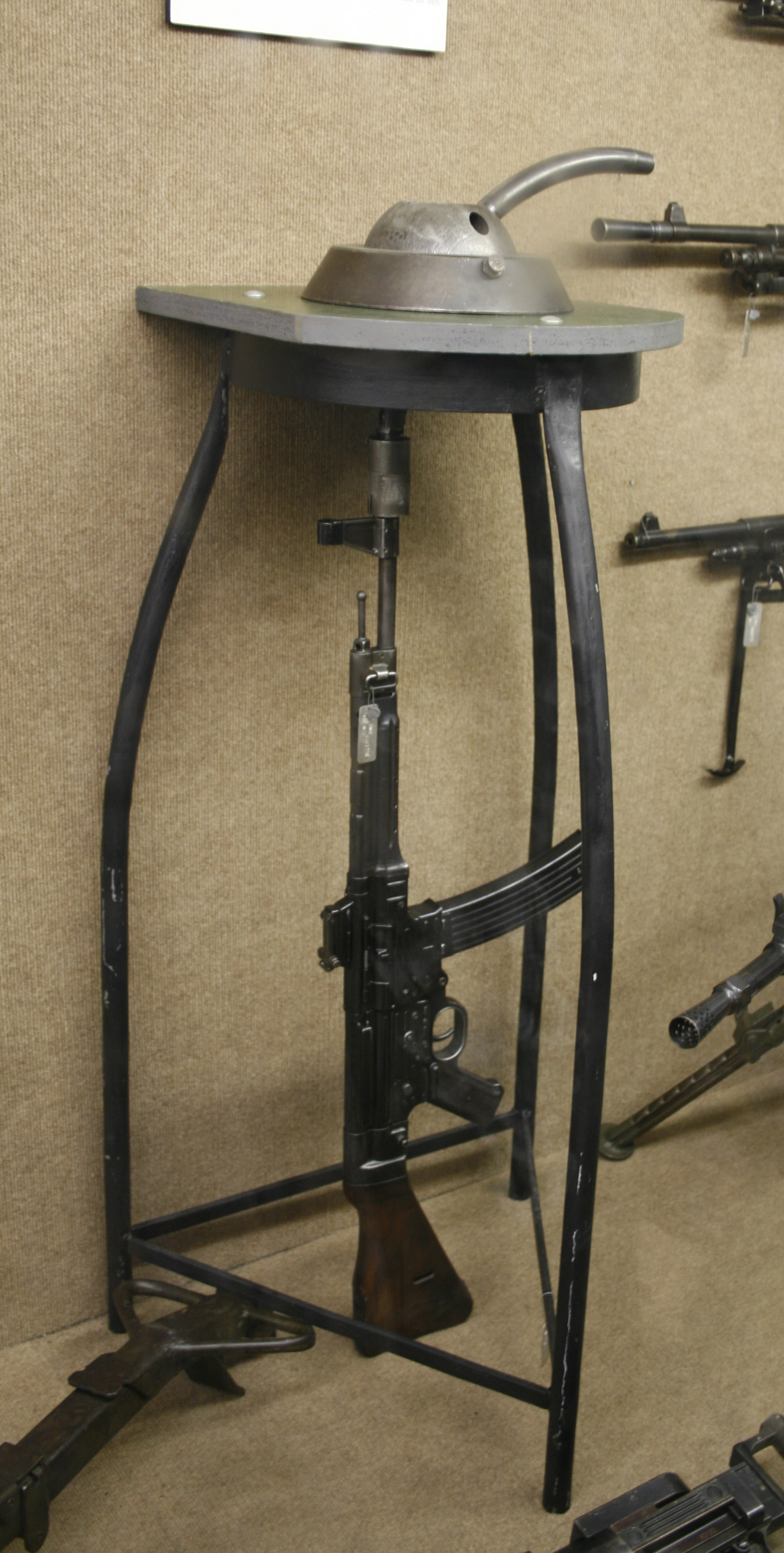
El Krummlauf para tanques del Museo técnico de Coblenza.

El Krummlauf (cañón curvo en alemán) era un cañón curvado que se acoplaba en el cañón del fusil de asalto Sturmgewehr 44 (StG 44), desarrollado en Alemania durante las etapas finales de la Segunda Guerra Mundial. 
El cañón curvado incluía mecanismos de puntería periscópicos para poder disparar a cubierto desde una esquina.     

## Descripción
Fue producido en diversas variantes: una versión "I" para la infantería, una versión "P" para emplearse a bordo de tanques (cubriendo los ángulos muertos a corta distancia del tanque, para defenderse de la infantería), versiones con curvaturas de 30°, 45° y 90°, así como una versión para el StG 44 y una para la MG 42. La única versión que se produjo en cantidades significativas fue la "I" de 30° para el StG 44.
Los cañones curvados tenían vidas útiles muy cortas, aproximadamente 300 disparos para la versión de 30° y 160 disparos para la versión de 45°, ya que estos y las balas disparadas eran sometidos a altas tensiones. Además de su corta vida útil, otro problema era que la curvatura hacía que las balas se resquebrajen y salgan del cañón en múltiples fragmentos, creando un efecto de escopeta no deseado. En consecuencia, los diseñadores de armas de fuego experimentaron perforando pequeños agujeros de ventilación en el Krummlauf a fin de reducir la presión de los gases del disparo y el retroceso, permitiendo que los gases sean liberados para reducir la velocidad de la bala mientras tomaba la curva antes de salir del cañón curvado. Sin embargo, la vida útil del Krummlauf se mantuvo igual. También se añadió un escudo triangular para prevenir que los gases ensucien el espejo o los lentes.
La versión de 30° podía lograr una agrupación de disparos de 35 cm x 35 cm a 100 m. Una de las mayores desventajas de la pequeña cantidad (91 conversiones) del cazatanques Panzerjäger Tiger (P) fue que a pesar de estar armados con un cañón antitanque de 88 mm, la versión inicial Ferdinand del Elefant no iba equipada con una ametralladora montada en el glacis para defenderse de la infantería enemiga. Por lo que se instaló el Krummlauf en un fusil StG 44 y los tripulantes del cazatanques lo emplearon como una ametralladora.    

## Derivados
En la Unión Soviética se llevaron a cabo experimentos para adaptar el Krummlauf al subfusil PPSh-41.